# Nuffieldite
La nuffieldite è un minerale.